# Tropidia polystachya
Tropidia polystachya là một loài thực vật có hoa trong họ Lan. Loài này được (Sw.) Ames miêu tả khoa học đầu tiên năm 1908.